# الون داهان
الون داهان (بالعبرية: אלון דהן)، من مواليد 20 أبريل 1972، وتوفي بتاريخ 11 سبتمبر 2021، هو ممثل سينمائي ومسرحي إسرائيلي، بدأ مسيرته الفنية سنة 1996.